# 外接三角形

元の三角形 △ABC
△ABCの外接円
△ABCの垂足三角形△GHI
△ABCの外接三角形△DEF
△DEFと△GHIの相似変換とその中心 K

幾何学において、外接三角形 (がいせつさんかくけい、英:Tangential triangle）または接線三角形は、直角三角形でない三角形に対して定義される、三角形の外接円の頂点を通る接線の成す三角形である。直角三角形の場合、外接円の直角を持たない頂点の接線が平行になるため、外接三角形は定義できない。
外接三角形は垂足三角形と相似の関係にある。その相似の中心X25は、元の三角形のオイラー線上にあり、三線座標は以下の式で与えられる。
{\displaystyle \sin A\tan A:\sin B\tan B:\sin C\tan C}
外接三角形の外心X26もオイラー線上にある。その三線座標は以下の式で与えられる。 
{\displaystyle a(b^{2}\cos 2B+c^{2}\cos 2C-a^{2}\cos 2A):b(c^{2}\cos 2C+a^{2}\cos 2A-b^{2}\cos 2B):c(a^{2}\cos 2A+b^{2}\cos 2B-c^{2}\cos 2C)}

## 特徴
- 三角形とその外接三角形は配景である。また、配景の軸はルモワーヌ軸、配景の中心は類似重心である。つまり類似重心の反チェバ三角形は外接三角形である。
- 外接三角形の辺は「exsymmedian(英語版)」とも呼ばれる。2つのexsymmedianの交点は、2つのexsymmedianに含まれない頂点を通る類似中線と交わる[10]。
- ジェルゴンヌ三角形と元の三角形の関係は外接三角形と元の三角形の関係と等しい。
- 外接三角形の外接円、元の三角形の外接円と九点円は円束を成す[8]。
- 外心の反垂足三角形は外接三角形である。

## 関連
- 円外接多角形
- エクセター点